# Branislaŭ Samojlaŭ
Branislaŭ Samojlaŭ (in bielorusso Браніслаў Самойлаў?; Vicebsk, 25 maggio 1985) è un ex ciclista su strada bielorusso.
Professionista dal 2007 al 2022, è stato quattro volte campione nazionale Elite, una in linea e tre a cronometro.

## Carriera

### 2004-2006: dilettantismo
Nei dilettanti ottenne buoni risultati correndo nella formazione italiana Palazzago: nel 2004 vinse la Liegi-Bastogne-Liegi Under-23, una tappa al Giro delle Regioni e la Casalincontrada-Block Haus mentre nel 2005 ottenne diversi successi, tra cui la vittoria nella Volta Ciclista Internacional a Lleida, una corsa open in cui erano presenti anche squadre professionistiche, con tre successi di tappa, il Trofeo Franco Balestra, due tappe al Giro della Valle d'Aosta, la Ruota d'Oro e il titolo nazionale bielorusso a cronometro.
Nel 2006 partecipò ad alcune gare vestendo la maglia della nazionale bielorussa, si impose inoltre nuovamente nel campionato nazionale a cronometro riservato agli Under-23. Nel mese di agosto l'Acqua & Sapone-Caffè Mokambo lo ingaggiò come stagista assieme al connazionale Andrėj Kunicki, consentendogli di prendere parte ad alcune gare professionistiche. In settembre partecipò alle gare per under-23 dei campionati del mondo a Salisburgo: si classificò diciassettesimo nella prova a cronometro e centoquindicesimo nella prova in linea.

### Dal 2007: professionismo
Nel 2007, ancora in maglia Acqua & Sapone, debuttò definitivamente nel ciclismo professionistico. In stagione ottenne un'unica vittoria, nella prova in linea dei campionati nazionali (a cronometro chiuse secondo); si piazzò peraltro ventiduesimo al Giro d'Italia e nono nella cronometro Under-23 dei campionati del mondo di Stoccarda. Nel 2008 vinse una tappa alla Settimana Ciclistica Lombarda, poi per il 2009 si trasferì all'Amica Chips-Knauf. In maggio, dopo la chiusura della squadra sammarinese, passò alla Quick Step, con cui vinse il titolo nazionale a cronometro (titolo bissato anche nel 2010) piazzandosi inoltre terzo al Giro d'Austria.
Nel 2011 venne messo sotto contratto dal team spagnolo Movistar, e nel 2012 si impose per la terza volta in quattro anni ai campionati nazionali a cronometro. Dopo un 2013 tra le file della squadra dilettantistica RCOP Belarus – spicca in stagione il successo in una tappa del Tour of Małopolska – dal 2014 al 2017 gareggia per il team polacco CCC-Polsat Polkowice.

## Palmarès
- 2004 (Palazzago-Vellutex, tre vittorie)

Liegi-Bastogne-Liegi Under-23
5ª tappa Giro delle Regioni
Casalincontrada-Block Haus
- 2005 (Palazzago-Vellutex, dieci vittorie)

1ª tappa Volta Ciclista Internacional a Lleida
2ª tappa Volta Ciclista Internacional a Lleida
6ª tappa Volta Ciclista Internacional a Lleida
Classifica generale Volta Ciclista Internacional a Lleida
Trofeo Franco Balestra
Cronoscalata Gardone Val Trompia-Prati di Caregno
Ruota d'Oro
4ª tappa Giro della Valle d'Aosta
5ª tappa Giro della Valle d'Aosta
Trofeo L'Eco del Chisone-Giro Ciclistico del Pinerolese
- 2006 (Team Palazzago, una vittoria)

Campionati bielorussi, Prova a cronometro Under-23
- 2007 (Acqua & Sapone-Caffè Mokambo, una vittoria)

Campionati bielorussi, Prova in linea
- 2008 (Acqua & Sapone-Caffè Mokambo, una vittoria)

5ª tappa Settimana Ciclistica Lombarda (Flero > Flero)
- 2009 (Quick Step, una vittoria)

Campionati bielorussi, Prova a cronometro
- 2010 (Quick Step, una vittoria)

Campionati bielorussi, Prova a cronometro
- 2012 (Movistar Team, una vittoria)

Campionati bielorussi, Prova a cronometro
- 2013 (RCOP Belarus, una vittoria)

3ª tappa Tour of Małopolska (Niedzica)
- 2014 (CCC Polsat Polkowice, una vittoria)

2ª tappa Sibiu Cycling Tour (Sibiu > Păltiniș)
- 2018 (Minsk Cycling Club, quattro vittorie)

2ª tappa Tour of Mersin (Mut > Mersin)
Horizon Park Race Maidan
Horizon Park Race Classic
3ª tappa Tour de Serbie (Kostolac (Viminacium) > Belgrado (Avala))
- 2019 (Minsk Cycling Club, quattro vittorie)

Grand Prix Gazipaşa
1ª tappa Tour of Mersin (Anamur > Yanıqlı)
1ª tappa Tour of Mesopotamia (Mardin > Mardin)
Classifica generale Tour of Mesopotamia
- 2020 (Minsk Cycling Club, una vittoria)

Grand Prix Manavgat

### Altri successi
- 2004 (Palazzago)

Classifica scalatori Volta Ciclista Internacional a Lleida
- 2014 (CCC Polsat Polkowice)

3ª tappa Sibiu Cycling Tour (Sibiu > Sibiu, cronosquadre)
- 2017 (CCC Sprandi Polkowice)

1ª tappa, 2ª semitappa Settimana Internazionale di Coppi e Bartali (Gatteo a Mare > Gatteo, cronosquadre)

## Piazzamenti

### Grandi Giri
- Giro d'Italia

2007: 22º
2010: 39º
2011: 46º
2012: 43º
2015: 48º
2017: 112º
- Vuelta a España

2010: ritirato (8ª tappa)

### Classiche monumento
- Milano-Sanremo

2015: 87º
- Giro di Lombardia

2016: ritirato

### Competizioni mondiali
- Campionati del mondo

Zolder 2002 - In linea Juniores: 116º
Verona 2004 - In linea Under-23: 59º
Madrid 2005 - Cronometro Under-23: 34º
Madrid 2005 - In linea Under-23: 62º
Salisburgo 2006 - Cronometro Under-23: 17º
Salisburgo 2006 - In linea Under-23: 115º
Stoccarda 2007 - Cronometro Under-23: 9º
Stoccarda 2007 - In linea Under-23: 39º
Mendrisio 2009 - Cronometro Elite: 37º
Ponferrada 2014 - Cronosquadre: 18º
Doha 2016 - Cronosquadre: 13º
Doha 2016 - Cronometro Elite: 45º
- Giochi olimpici

Londra 2012 - In linea: 78º

### Competizioni europee
- Campionati europei

Otepää 2004 - In linea Under-23: 81º
Mosca 2005 - Cronometro Under-23: 9º
Mosca 2005 - In linea Under-23: 70º
Valkenburg 2006 - Cronometro Under-23: 37º
Valkenburg 2006 - In linea Under-23: 52º
Sofia 2007 - Cronometro Under-23: 6º
Sofia 2007 - In linea Under-23: 84º
Plumelec 2016 - Cronometro Elite: 14º
Plumelec 2016 - In linea Elite: ritirato
Glasgow 2018 - Cronometro Elite: 31º
Glasgow 2018 - In linea Elite: ritirato
- Giochi europei

Minsk 2019 - In linea Elite: 55ª
Minsk 2019 - Cronometro Elite: 15ª